# CE-243
A CE-243 é uma rodovia brasileira do estado do Ceará que liga a CE-354 à cidade de Uruburetama e a cidade de Itapajé. O trecho correspondente aos 10 primeiros quilômetros, do Gancho a Uruburetama, são asfaltados. Porém o trecho correspondentes aos 16 últimos quilômetros, de Uruburetama a Itapajé, têm o leito em calçamento em pedra tosca. Em setembro de 2014 foi iniciada a construção do trecho de 16km entre Uruburetama e Itapajé, com previsão de término de obra em 300 dias (agosto de 2015).